# PSD Bank Dome
De PSD Bank Dome (vroeger bekend als de ISS DOME ) is een multifunctionele indoorarena in Düsseldorf, Duitsland, die in 2006 werd geopend. De arena heeft een capaciteit van 12.500 mensen en 14.282 mensen voor hockeywedstrijden.
De arena wordt meestal gebruikt voor ijshockeywedstrijden, maar ook voor concerten . Het thuisteam is de Düsseldorfer EG.

## Bereikbaarheid
De ISS Dome is verbonden met de stations van Düsseldorf-Rath en Düsseldorf-Unterrath via een shuttlebus. Ook is er een tramlijn in de buurt, die naar het centrum van de stad gaat.